# إرفينغ شولمان
إرفينغ شولمان (بالإنجليزية: Irving Shulman)‏ (21 مايو 1913، بروكلين في الولايات المتحدة - 23 مارس 1995، شيرمان أوكس في الولايات المتحدة)؛ كاتب سيناريو وروائي أمريكي.

## روابط خارجية
- إرفينغ شولمان على موقع IMDb (الإنجليزية)
- إرفينغ شولمان على موقع ألو سيني (الفرنسية)
- إرفينغ شولمان على موقع أول موفي (الإنجليزية)
- إرفينغ شولمان على موقع قاعدة بيانات الأفلام السويدية (السويدية)
- إرفينغ شولمان على موقع إن إن دي بي (الإنجليزية)
- إرفينغ شولمان على موقع ديسكوغز (الإنجليزية)
- إرفينغ شولمان على موقع قاعدة بيانات الفيلم (الإنجليزية)
- إرفينغ شولمان على موقع كينوبويسك (الروسية)